# Alexandre le Lynceste
Pour les articles homonymes, voir Alexandre.
Alexandre le Lynceste ou Alexandre de Lyncestide (en grec ancien Αλέξανδρος / Aléxandros), mort en 330 av. J.-C., est un noble macédonien de la famille princière de Lyncestide sous le règne d'Alexandre le Grand. Il est exécuté après la conjuration de Philotas.

## Biographie

### Sous le règne d'Alexandre
Fils d'Aéropos, Alexandre est un membre de la maison princière de Lyncestide dont les membres ont été les rivaux des Argéades. Il épouse une fille d'Antipater, ce qui montre son importance dans la hiérarchie. Réputé pour son courage et son ambition, il fait partie des Amis (philoi) du roi.
Ses frères, Héromène et Arrabaios, sont exécutés pour leur complicité présumée dans l'assassinat de Philippe II en 336 av. J.-C. Il est épargné par Alexandre le Grand qu'il reconnaît immédiatement comme roi légitime'. Il est rapidement désigné stratège de Thrace. En 335, une rumeur prétend qu'il conduit l'armée macédonienne vers Thèbes car des dirigeants thébains ont produit de faux rapports annonçant la mort d'Alexandre. Au départ de l'expédition en Asie, il accompagne le roi qui manifestement ne lui fait pas confiance dans la gestion de la Thrace. Il reçoit néanmoins le commandement de la cavalerie thessalienne après que Calas ait été désigné satrape de Phrygie hellespontique. En 333, Olympias écrit à son fils qu'il doit se méfier d'Alexandre le Lynceste car les familles princières de Lyncestide et d'Orestide ont encore selon elle l'ambition de renverser la dynastie argéade.

### Captivité et exécution
Alexandre n'exerce la fonction d'hipparque que pour quelques mois, au cours desquels il vient en aide à Calas en Troade. En 333, Parménion informe le roi qu'un Perse nommé Sisinès a été arrêté alors qu'il porte une lettre de Darius III adressée à Alexandre le Lynceste, lui offrant 1 000 talents d'or s'il assassine le roi. Il est alors arrêté dans le camp de Parménion, peu avant la bataille d'Issos. Quinte-Curce, en suivant peut-être le récit de Clitarque, expose une autre version en affirmant que deux informateurs ont accusé Alexandre le Lynceste. Déchu de ses fonctions et gardé sous surveillance dans les fourgons de l'armée, il est pour le moment épargné car Alexandre ne veut pas s'aliéner le soutien d'Antipater. 
Au lendemain de la conjuration de Philotas en 330, l'Assemblée des Macédoniens demande que le Lynceste subisse le même sort que le fils de Parménion. Alexandre finit par céder. Abruti par trois années de captivité, le Lynceste ne peut se disculper et est mis à mort à Alexandrie Prophthasia en Drangiane en octobre 330. Cette exécution est en outre un bon moyen pour Alexandre d'éteindre une dynastie rivale.

## Sources antiques
- Arrien, Anabase [lire en ligne], I.
- Diodore de Sicile, Bibliothèque historique [détail des éditions] [lire en ligne], XVII.
- Justin, Abrégé des Histoires philippiques de Trogue Pompée [détail des éditions] [lire en ligne], XI, XII.
- Quinte-Curce, L'Histoire d'Alexandre le Grand [lire en ligne], IV, VI.